# 1,3,5-Trioxane
Le 1,3,5-trioxane, parfois aussi appelé trioxine, est un composé organique de formule brute C3H6O3. C'est un trimère stable du formaldéhyde et l'un des deux isomères trioxane. Cette molécule consiste en un cycle à six atomes avec trois groupes méthylène alternant avec trois atomes d'oxygène.
Le 1,3,5-trioxane est un solide blanc avec une odeur de chloroforme. C'est une matière première pour certains types de plastique, un ingrédient dans certaines formules de combustibles solides comprimés -voir Tablette combustible à l'hexamine- et il est utilisé dans les laboratoires de chimie comme une source stable de formaldéhyde.

## Usage
En chimie, le 1,3,5-trioxane est utilisé comme une source stable et facilement manipulable de formaldéhyde anhydre. En solution acide, il est décomposé en générant trois molécules de formaldéhyde. Il peut être aussi utilisé pour les polymérisations qui forment des résines d'acétal comme le plastique polyoxyméthylène.
Ce trioxane est mélangé avec de l'hexamine puis comprimé en barres solides pour faire ces hexamine fuel tablet qui sont utilisés par les militaires et les campeurs comme combustible pour la cuisine.
Le 1,3,5-trioxane est un composé de restauration utilisé par les employés de pompes funèbres car il répare les cellules et maintient les contours du corps (cadavre) après la constriction des tissus post-mortem.[réf. nécessaire]